# E adesso che tocca a me
E adesso che tocca a me è il quarto singolo estratto dall'album di Vasco Rossi Il mondo che vorrei. Il brano è stato scritto con la partecipazione di Andrea Fornili, e Gaetano Curreri.
Il singolo è uscito il 12 settembre 2008 in contemporanea all'apertura della seconda parte della tournée estiva con il live di Udine.

## Video musicale
Nel videoclip, girato tutto all'interno di una casa vuota, il soggetto delle telecamere è Vasco che viene ripreso con numerosi primi e primissimi piani, metafora del contenuto malinconico della canzone.

## Formazione
- Vasco Rossi - voce
- Luca Bignardi - basso, programmazione
- Paolo Valli - batteria
- Massimo Varini - chitarra
- Celso Valli - pianoforte, tastiere, arrangiamento e direzione archi

## Classifiche
| Classifica (2008) | Posizione massima |
| ----------------- | ----------------- |
| Italia            | 32                |